# العلاقات الأوغندية الفنزويلية
العلاقات الأوغندية الفنزويلية هي العلاقات الثنائية التي تجمع بين أوغندا وفنزويلا.

## مقارنة بين البلدين
هذه مقارنة عامة ومرجعية للدولتين:
| وجه المقارنة                                              | أوغندا                        | فنزويلا                                  |
| --------------------------------------------------------- | ----------------------------- | ---------------------------------------- |
| المساحة (كم2)                                             | 241.04 ألف                    | 916.45 ألف                               |
| عدد السكان (نسمة)                                         | 42.86 مليون                   | 28.87 مليون                              |
| الكثافة السكانية (ن./كم²)                                 | 177.81                        | 31.5                                     |
| العاصمة                                                   | كامبالا                       | كاراكاس                                  |
| اللغة الرسمية                                             | لغة إنجليزية، اللغة السواحلية | اللغة الإسبانية، لغة الإشارة الفنزويلية ‏ |
| العملة                                                    | شيلينغ أوغندي                 | بوليفار فنزويلي                          |
| الناتج المحلي الإجمالي (بليون دولار)                      | 25.89 مليار                   | 482.36 مليار                             |
| الناتج المحلي الإجمالي (تعادل القوة الشرائية) بليون دولار | 72.25 مليار                   |                                          |
| الناتج المحلي الإجمالي الاسمي للفرد دولار أمريكي          | 705                           |                                          |
| الناتج المحلي الإجمالي للفرد دولار أمريكي                 | 1.77 ألف                      |                                          |
| مؤشر التنمية البشرية                                      | 0.483                         | 0.762                                    |
| رمز المكالمات الدولي                                      | +256                          | +58                                      |
| رمز الإنترنت                                              | .ug                           | .ve                                      |
| المنطقة الزمنية                                           | ت ع م+03:00                   | 00                                       |

## منظمات دولية مشتركة
يشترك البلدان في عضوية مجموعة من المنظمات الدولية، منها:
| علم المنظمة | اسم المنظمة                        | تاريخ انضمام أوغندا | تاريخ انضمام فنزويلا |
| ----------- | ---------------------------------- | ------------------- | -------------------- |
|             | يونسكو                             | 9 نوفمبر 1962       | 25 نوفمبر 1946       |
|             | وكالة ضمان الاستثمار متعدد الأطراف | 10 يونيو 1992       | 9 مايو 1994          |
|             | الأمم المتحدة                      | 25 أكتوبر 1962      | 15 نوفمبر 1945       |
|             | الاتحاد البريدي العالمي            | ?                   | ?                    |
|             | البنك الدولي للإنشاء والتعمير      | 27 سبتمبر 1963      | 30 ديسمبر 1946       |
|             | الاتحاد الدولي للاتصالات           | 8 مارس 1963         | 13 أغسطس 1920        |
|             | منظمة حظر الأسلحة الكيميائية       | ?                   | ?                    |
|             | مؤسسة التمويل الدولية              | 27 سبتمبر 1963      | 28 ديسمبر 1956       |
|             | منظمة التجارة العالمية             | ?                   | ?                    |
|             | منظمة الشرطة الجنائية الدولية      | ?                   | ?                    |

## وصلات خارجية
- موقع وزارة الخارجية الأوغندية
- موقع وزارة الخارجية الفنزويلية